# 2020-ті
2020-ті роки — третє десятиліття двадцять першого століття. Роки від 2020 до 2029. Римський числовий запис: MMXX — MMXXIX

## Події
- 2020 — запуск місії Чаньє-6
- 2021 — Чемпіонат світу з хокею у Латвії (21 березня 2020 року чемпіонат світу був скасований через пандемію коронавірусу[1][2][3]). Чемпіонат Європи з футболу (мав відбутися у 2020 році, проте змагання перенесли на рік через спалах коронавірусу). КНР відзначали столітній ювілей Комуністичної партії Китаю[4]. Літні Олімпійські ігри у Токіо (мали відбутися у 2020 році, проте змагання перенесли на рік через спалах коронавірусу). відбувся запуск телескопу Джеймса Вебба.
- 2022 —  Зимові олімпійські ігри у Пекіні. Російське вторгнення в Україну. Чемпіонат світу з хокею у Фінляндії. Чемпіонат світу з футболу у Катарі. поширення мереж 5G. Звільнення окупованих областей України (Житомирської, Київської, Миколаївської, острова Зміїного Сумської, Чернігівської, Харківської й правий берег Херсонської з обласним центром).
- 2023 — Річниця багатьох подій війни в Україні. Євробачення 2023 виграла Швеція, пісня Лорін з піснею «Tattoo»; остання частина канонічного видання Шерлока Холмса перейде до суспільного надбання.
- 2024 — Чемпіонат Європи з футболу у Німеччині.
- 2024 — Літні Олімпійські ігри у Парижі.

## Відомі люди

### Політики
| - Володимир Зеленський - Дмитро Кулеба - Джо Байден - Дональд Трамп - Борис Джонсон - Ріші Сунак - Анджей Дуда - Дональд Туск - Кая Каллас - Ґітанас Науседа - Едгарс Рінкевичс - Мая Санду - Джастін Трюдо - Маріо Драґі - Джорджа Мелоні - Зузана Чапутова - Еммануель Макрон - Марк Рютте - Ангела Меркель - Олаф Шольц - Фрідріх Мерц - Педро Санчес - Урсула фон дер Ляєн - Карл Негаммер - Реджеп Тайїп Ердоган - Сі Цзиньпін - Олександр Лукашенко - Володимир Путін - Беньямін Нетаньягу - Ібрагім Раїсі - Масуд Пезешкіан - Нарендра Моді - Жаїр Болсонару - Лула да Сілва - Мігель Діас-Канель - Ніколас Мадуро - Кім Чен Ин |

### Інші
- Франциск
- Міхеіл Саакашвілі
- Ілон Маск

## Майбутні події
- 2026 — проєкт Артеміда-2.
- 2026 — Зимові Олімпійські ігри у Мілані.
- 2026 — Чемпіонат світу з футболу у Канаді та Мексиці.
- 2026 — 4 липня — США святкуватиме 250 річницю незалежності.
- 2026 — планується відкриття Храму Святого Сімейства у Барселоні.
- 2028 — Літні Олімпійські ігри у Лос-Анджелесі.
- 2028 — Чемпіонат Європи з футболу.
- 2028 — населення Землі досягне 8,5 млрд осіб[5].